# 大西毅彦
大西 毅彦（おおにし たかひこ、1984年8月18日 - ）は、日本の陸上競技中距離・長距離選手。所属はNTN→佐川急便（現SGホールディングスグループ）→アラタプロジェクト→ ひらまつ病院 → 明治国際医療大学陸上競技部長距離監督。大西兄弟の双子の兄（弟は大西洋彰）

## 来歴
京都府京都市出身。京都市立洛北中学校、京都府立北稜高等学校を経て京都産業大学卒業。

### 中学・高校時代
短距離で100mを始めるが特筆される成績はなし。
高校入学後も短距離で400mを専門とする。2年時に双子の弟（大西洋彰）が中距離を専門にしていたこともあり、3年時のインターハイを目標に800mに転向。3年時に800mで全国インターハイ4位。この時800mで優勝した青森山田高校の留学生ジェームス・ムワンギは後にNTNでチームメイトとなる 。

### 大学時代
トラックでは3年時に日本インカレ1500mで5位。2年時3年時に京都代表で1500m国体出場。駅伝では全日本大学駅伝で2年時に3区区間3位、3年時には同区間8位。2008年京都シティハーフマラソン8位。2年〜4年生と出雲駅伝にも3度出場。

### 社会人（実業団）時代
三重県NTNに入社1年目から中距離をメインにしながらも駅伝にも出場。全日本実業団選手権1500mで6位入賞。ニューイヤー駅伝の地区予選の中部実業団駅伝では2区区間2位。ニューイヤー駅伝では2番目に長い区間5区区間11位。2年目の日本選手権1500mで7位入賞。全日本実業団選手権1500mで3位。中部実業団駅伝6区区間賞。3年目の日本選手権1500mで2年連続の7位入賞。千葉国際クロスカントリー4kmで優勝。4年目は全日本実業団選手権1500mで6位入賞。国民体育大会三重県代表で8位入賞。5年目は日本選手権5位入賞。
この年から監督が代わったため、地元京都の実業団・佐川急便（現SGホールディングスグループ）に移籍。成績は千葉国際クロスカントリー5位。関西実業団駅伝3区区間2位。都道府県対抗駅伝京都代表。	
佐川急便退社後、中距離に専念。2014年全日本実業団選手権で800ｍ6位1500ｍ7位と2種目で入賞。
アラタプロジェクトのサポートにより2015年のおきなわマラソンに出場し優勝。その後アラタプロジェクトに加入。
2015年日本選手権では決勝進出するも11位で終わる。
同年8月にはアラタプロジェクトとして第68回十和田八幡平駅伝競走全国大会に出場。1区を務めた藤原新選手から襷を受け、2区を務めた。
2017年はひらまつ病院に所属し、翌2018年のニューイヤー駅伝に出場。

## 自己記録
- 800m　1分52秒18（2016年）
- 1500m　3分43秒67（2010年）
- 5000m　13分54秒92（2013年)
- 10000m 28分47秒32（2009年)
- ハーフマラソン　1時間03分59秒（2012年）
- マラソン　2時間22分50秒（2017年）

## 主な成績
| 年月          | 大会                        | 順位 | 記録          | 備考 |
| ------------- | --------------------------- | ---- | ------------- | ---- |
| 2011年2月13日 | 千葉国際クロスカントリー4km | 優勝 | 11分32秒      |      |
| 2012年6月10日 | 日本選手権1500m             | 5位  | 3分47秒06     |      |
| 2015年2月15日 | おきなわマラソン            | 優勝 | 2時間25分19秒 |      |